# Rosanilina
Rosanilina é um dos componentes da fucsina básica, mistura de rosanilina, pararosanilina, magenta II e neofucsina.